# Limington
Limington és una població dels Estats Units a l'estat de Maine (EUA). Segons el cens del 2000 tenia 3.403 habitants.

## Demografia
Segons el cens del 2000, Limington tenia 3.403 habitants, 1.141 habitatges, i 893 famílies. La densitat de població era de 31,3 habitants/km².
Dels 1.141 habitatges en un 41,3% hi vivien nens de menys de 18 anys, en un 64,1% hi vivien parelles casades, en un 9,4% dones solteres, i en un 21,7% no eren unitats familiars. En el 15,1% dels habitatges hi vivien persones soles el 4,7% de les quals corresponia a persones de 65 anys o més que vivien soles. El nombre mitjà de persones vivint en cada habitatge era de 2,84 i el nombre mitjà de persones que vivien en cada família era de 3,15.
Per edats la població es repartia de la següent manera: un 27,4% tenia menys de 18 anys, un 8,2% entre 18 i 24, un 30,1% entre 25 i 44, un 23,3% de 45 a 60 i un 11% 65 anys o més.
L'edat mediana era de 37 anys. Per cada 100 dones de 18 o més anys hi havia 94,4 homes.
La renda mediana per habitatge era de 42.023 $ i la renda mediana per família de 46.571 $. Els homes tenien una renda mediana de 31.049 $ mentre que les dones 23.966 $. La renda per capita de la població era de 17.097 $. Entorn del 9,5% de les famílies i el 12,9% de la població estaven per davall del llindar de pobresa.